# Giovanni Battista Bussi de Pretis
Pour les articles homonymes, voir Bussi.
Cet article possède un paronyme, voir Giovanni Battista Bussi.
Giovanni Battista Bussi de Pretis (né le 11 septembre 1721 à Urbino et mort le 27 juin 1800 à Jesi) est un cardinal italien du XVIIIe siècle.

## Biographie
Le pape Pie VI le crée cardinal lors du consistoire du 21 février 1794 et il participe au conclave de 1799-1800, lors duquel le pape Pie VII est élu. Il est nommé évêque de Jesi en avril 1794.